# Zell Miller
Pour les articles homonymes, voir Miller.
Zell Bryan Miller, né le 24 février 1932 à Young Harris et mort le 23 mars 2018 dans la même ville, est un homme politique américain membre du Parti démocrate.
Il est notamment gouverneur de Géorgie de 1991 à 1999 puis sénateur de l'État au Congrès des États-Unis de 2000 à 2005.

## Biographie
De religion méthodiste et conservateur, Zell Miller est élu dans les années 1960 au Sénat de Géorgie. Il s'est peu à peu rapproché des républicains, allant jusqu'à soutenir le président George W. Bush contre le démocrate John Kerry lors de l'élection présidentielle de 2004.
À l'occasion de la Convention républicaine de New York, il prononce, le 1er septembre 2004, un discours contre son propre camp politique, l'accusant de mettre en danger la sécurité nationale. Après un mandat au Sénat fédéral, il rejoint le cabinet juridique McKenna Long & Aldridge. Il est également un chroniqueur régulier de la chaîne d'information continue Fox News Channel.